# Вернер Гюнер
Вернер Гюнер (нім. Werner Hühner; 13 серпня 1886, Гоне — 19 лютого 1966, Плен) — німецький воєначальник, генерал-лейтенант вермахту. Кавалер Лицарського хреста Залізного хреста.

## Біографія
21 вересня 1908 року вступив в Імперську армію. Учасник Першої світової війни. Після демобілізації армії залишений в рейхсвері. З 6 жовтня 1936 року — командир 3-го батальйону 83-го піхотного полку, з 1 березня 1938 року — 25-го піхотного полку, з 11 серпня 1941 року — 12-ї стрілецької бригади, з 8 грудня 1941 по 28 січня 1942 року — 8-ї танкової, з 10 квітня 1942 року — 61-ї піхотної дивізії. 21 березня 1943 року захворів і відправлений на лікування. З 1 червня по 1 липня 1943 року — командир 416-ї піхотної дивізії, після чого був відряджений в штаб командного управління укріплень Кенігсберга. З 15 липня 1943 по 1 жовтня 1944 року — комендант укріплень Кенігсберга. 5 жовтня 1944 року призначений командувачем у Східній Словаччині, проте наказ не вступив в силу. З 8 лютого 1945 року — комендант фортеці, з 13 березня — укріпрайону Штеттіна. 15 квітня відправлений в резерв ОКГ і більше не отримав призначень. 8 травня взятий в полон британськими військами. 14 квітня 1947 року звільнений.

## Звання
- Фанен-юнкер (21 вересня 1908)
- Фенріх (22 травня 1909)
- Лейтенант (27 січня 1910)
- Оберлейтенант (18 вересня 1915)
- Гауптман (18 жовтня 1918)
- Майор (1 квітня 1932)
- Оберстлейтенант (1 грудня 1934)
- Оберст (1 серпня 1937)
- Генерал-майор (1 вересня 1941)
- Генерал-лейтенант (1 січня 1943)

## Нагороди
- Залізний хрест
  - 2-го класу (22 серпня 1914)
  - 1-го класу (2 вересня 1916)
- Хрест «За військові заслуги» (Австро-Угорщина) 3-го класу з військовою відзнакою (25 липня 1917)
- Нагрудний знак «За поранення» в чорному (2 серпня 1918)
- Королівський орден дому Гогенцоллернів, лицарський хрест з мечами (26 вересня 1918)
- Хрест «За військові заслуги» (Ліппе) (5 листопада 1918)
- Орден дому Ліппе, почесний хрест 4-го класу з мечами (12 листопада 1918)
- Сілезький Орел 2-го і 1-го ступеня (28 липня 1919) — отримав 2 нагороди одночасно.
- Почесний хрест ветерана війни з мечами (30 січня 1935)
- Медаль «За вислугу років у Вермахті» 4-го, 3-го, 2-го і 1-го класу (25 років)
- Медаль «У пам'ять 1 жовтня 1938 року» із застібкою «Празький град»
- Застібка до Залізного хреста
  - 2-го класу (14 вересня 1939)
  - 1-го класу (3 листопада 1939)
- Нагрудний знак «За танкову атаку» в бронзі (15 жовтня 1941)
- Німецький хрест в золоті (15 жовтня 1941)
- Медаль «За зимову кампанію на Сході 1941/42» (15 липня 1942)
- Лицарський хрест Залізного хреста (18 квітня 1943)